# МиГ-17
МиГ-17 (според условното наименование на НАТО: Fresco) е съветски едноместен реактивен изтребител от времето на Студената война. Създаден през 1949 г. от ОКБ „МиГ“, той е на въоръжение и след 2000 г. в някои държави. Строи се серийно в три държави в продължение на 30 години и участва в близо 20 войни и много въоръжени конфликти.
В Авиомузей Бургас може да бъде видян както отвънка, така и отвътре  МиГ-17, модификация Ф, с последен бордови номер 62.

## Създаване
МиГ-17 е създаден на базата на много успешния за времето си изтребител МиГ-15. МиГ-15 се оказва дотолкова добър самолет, че когато конкурентните конструкторски бюра предлагат на Й. В. Сталин нови типове самолети, той всеки път възразява, че МиГ-15 е достатъчно добър и няма смисъл да се създават нови типове самолети, а е по-добре да се модернизира МиГ-а. Имайки висшето благоволение, ОКБ-155 (така се нарича тогава констукторското бюро на А. И. Микоян и М. Й. Гуревич) започва работа по по-дълбока модернизация на МиГ-15, като същественото в нея е оборудването му с ново крило с повишена на 45° стреловидност. Новото крило е монтирано на МиГ-15бис и затова освен с фирменото си обозначение СИ, експерименталната машина е наричана и МиГ-15бис 45° или МиГ-15бис „стрела 45“. Самолетът е готов през юли 1949 г., следва известен период на доработка и на 14 януари 1950 г. е първият полет. Пилот-изпитател е Героят на Съветския съюз И. Т. Ивашченко (на руски: Иващенко), един от първите четирима пилоти в държавата, получили това звание за усвояването на новата реактивна техника.
На 17 март самолетът катастрофира, убивайки Ивашченко, а изпитанията продължават с втората изпитателна машина СИ-02. Оказва се, че причината за първата катастрофа са непознати дотогава явления, възникващи при полет с околозвукова скорост и изпитанията са прекратени за близо година, докато бъдат отстранени проблемите. Подновени са през пролетта на 1951 г. и завършват на 8 август.
В сравнение с МиГ-15 се оказва, че скоростта на МиГ-17 е повишена с около 50 км/ч, подобрена е маневреността на голяма височина, но леко са влошени характеристиките при излитане и кацане. Самолетът е препоръчан за приемане на въоръжение и със заповед от 1 септември 1951 г. се постановява внедряването му в крупносерийно производство в заводите в Куйбишев, Тбилиси, Горки, Новосибирск и Комсомолск на Амур.

## Модификации
- МиГ-17 – Базов вариант на изтребителя.
- МиГ-17А – фронтови изтребител с двигател ВК-1А и бордова РЛС за предупреждение за облъчване от радари „Сирена-2“.
- МиГ-17Ф – Фронтови изтребител с форсиран двигател ВК-1Ф. Първият изпитателен полет на новата модификация с фирмено обозначение СФ е на 29 септември 1951 г. При изпитанията се появяват редица проблеми, чието отстраняване забавя приемането на МиГ-17Ф с повече от година – той влиза в серийно производство в края на 1952 г.
- МиГ-17П – Изтребител-прехващач. Още от самото начало на разработката на МиГ-17 се работи едновременно в две направления – фронтови изтребител и изтребител-прехващач. И докато вариантът за фронтови изтребител успешно преминава тестовете, то при прехващача нещата не стоят така. При държавните изпитания от 28 ноември до 29 декември 1951 г. този вариант не е одобрен, още повече, че и първоначално предвижданата за него бордова РЛС „Коршун“ също не е приета за серийно производство. На 24 май 1952 г. излиза правителствено постановление за разработката на прехващач с новата бордова РЛС РП-1 „Изумруд“. Изпитанията на новата машина завършват през май 1953 г. с извода, че характеристиките ѝ са приемливи за приемане на въоръжение. Самолетът получава обозначението МиГ-17П и става първият лек изтребител-прехващач с бордова РЛС приет на въоръжение в СССР.

- Миг-17ПФ – Модификация на МиГ-17П с форсиран двигател ВК-1Ф и РЛС за предупреждение за облъчване от радари „Сирена-2“.
- МиГ-17ПФГ – Малка серия на базата на МиГ-17ПФ, оборудвана с радиокомандна система за насочване „Горизонт-1“.

- МиГ-17ПФУ – Изтребител-прехващач без оръдейно въоръжение и модернизирана бордова РЛС РП-1-У „Изумруд“. Въоръжен с четири ракети РС-1-У, на въоръжение от 1956 г. Експортните варианти на тази машина по желание на клиента са оборудвани и с ракети К-13 (Р-3С).
- МиГ-17Р – Разузнавателна модификация на МиГ-17 с фотооборудване на борда. Свалено е 37-мм оръдие. Произведен в малка серия.
- МиГ-17АС – Изтребител-бомбардировач, оборудван за изстрелването на различни типове неуправляеми ракети. В края на 1950-те г. току-що сформираните изтребително-бомбардировъчни авиационни полкове получават голямо количество от тези машини.

На базата на МиГ-17 са създадени и някои експериментални самолети. По-интересни и значими от тях са:
- СН, среща се и като МиГ-17СН – Опитен екземпляр, въоръжен с 3 х 23-мм авиационни оръдия ТКБ-495 (АМ-23), които могат да се отклоняват във вертикална плоскост от 27° 26' нагоре до 9° 28' надолу за обстрел на наземни цели от хоризонтален полет. Поради влошените летателни характеристики и съществени недостатъци на оръдейната система не е приет на въоръжение.
- СДК-5 – Самолет-имитатор на крилата ракета КС-1 Комета. От самолета е свалено въоръжението, снабден е със системи за насочване към цел, антени за прием на сигнали от самолета носител, автопилот и различна контролно-записваща апаратура. Окачван е на самолети-носители (обикновено Ту-16) вместо крилатата ракета, като носителят работи с имитатора като с реална ракета, като единственото изключение е, че двигателят на имитатора се стартира от пилота в него. След „изстрелването“ имитаторът е управляван от самолета-носител, а като останат 500 – 600 м до целта, пилотът поема управлението и връща самолета на летището. Построени няколко екземпляра
- СМ-1 (И-340) – Експериментален самолет с два двигателя АМ-5, по-късно сменени с АМ-5А. Произведен е един екземпляр, който става основа за разработките, довели до създаването на МиГ-19.

## Оператори

### Лицензно производство
- Полша – През 1955 г. Полша получава от СССР документацията за лицензно производство на МиГ-17Ф. Производството му започва почти веднага под обозначението Lim-5 (произведени са 477 машини). Произвеждан е в различни модификации: Lim-5R – разузнавателен вариант с фотооборудване; Lim-5P – прехващач на базата на МиГ-17ПФ (129 машини); Lim-5M, който става основа за по-дълбоката модификация Lim-6.

- Китай – В средата на 1950-те г. Китай получава известно количество МиГ-17/17Ф, които влизат на въоръжение под обозначението J-4. През 1955 г. държавата получава и документация за лицензно производство, като лицензните варианти са обозначени като Shenyang J-5 (във вариант за износ – F-5). Произвеждан е и двуместен учебно-боен вариант, известен като JJ-5 (FT-5). От всички варианти са произведени 1061 машини.

- Чехословакия – От 1955 г. МиГ-17ПФ се произвежда в Чехословакия под обозначението S-104. Произведени са общо 457 машини.

### Износ
- Албания – 12 F-5 от 1962 г., през 1970-те Албанските ВВС получават още 8 FT-5.
- Алжир – През 1964 г. на въоръжение във ВВС на Алжир постъпват 30 МиГ-17, а от 1966 още 60 МиГ-17Ф.
- Ангола – През 1975 ВВС на Ангола получават 8 кубински МиГ-17. По-късно, в течение на същата година, Ангола получава още 9 кубински и до 15 съветски МиГ-17Ф.[3]
- Афганистан – На въоръжение на ВВС на Афганистан, започвайки от 1956 г., постъпват над сто МиГ-17 и МиГ-17Ф. През 1978 г. в изтребителните полкове на ВВС на Афганистан се числят 86 такива самолета.
- България
- Бангладеш – През 1979 е придобито неголямо количество FT-5 китайско производство.[4]
- Буркина Фасо – Един МиГ-17Ф е получен от свалените от въоръжение от една от страните в Източна Европа през 1984 г.[5]
- Унгария – От 1956 г. ВВС на Унгария получават 100 МиГ-17Ф и 30 МиГ-17ПФ, останали на въоръжение до средата на 1980-те г.
- Виетнам – По време на Виетнамската война на ВВС на Виетнам е предадено голямо количество МиГ-17, МиГ-17Ф, МиГ-17ПФ, F-5 и FT-5.
- ГДР – 16 МиГ-17Ф от 1957 г.
- Египет – На въоръжение на ВВС на Египет от март 1957 г. постъпват голямо количество МиГ-17Ф и МиГ-17ПФ.
- Етиопия – ВВС на Етиопия получават от СССР през юли 1978 г. 40 МиГ-17Ф.[6]
- Гвинея – През 1959 г. ВВС на Гвинея получават 10 МиГ-17Ф. На въоръжение са вероятно до 1986 г.[7]
- Гвинея-Бисау – В края на 1980-те г. ВВС на Гвинея-Бисау получават пет съветски МиГ-17Ф и три полски Lim-5, оборудовани за използване на неуправляеми ракети MARS.[7]
- Зимбабве – Има сведения за доставени F-5 и FT-5 в Зимбабве[8], както и за това, че са пилотирани от пакистански пилоти.
- Индонезия – В края на 1950-те г. ВВС на Индонезия получават 30 МиГ-17Ф и над 40 Lim-5 и Lim-5P полско производство.
- Ирак – През 1958 на въоръжение започват да постъпват МиГ-17Ф.
- Камбоджа – През 1964 – 65 г. ВВС на Камбоджа получават 12 МиГ-17Ф и 6 F-4 китайско производство. На 21 януари 1971 г., по време на атака на северновиетнамски специални части по авиабазата Почетонг, по-голямата част от МиГ-овете е унищожена или повредена, във връзка с което самолетите са свалени от въоръжение.
- Северна Корея – В края на 1950-те г. ВВС на Северна Корея получават голямо количество МиГ-17Ф и МиГ-17ПФ от СССР, а също и F-5 и FT-5 от Китай.
- Република Конго – Около 20 кубински МиГ-17 през 80-те г.[3]
- Куба – 100 МиГ-17 и МиГ-17Ф. Много от тях са доработени до модификацията МиГ-17АС.
- Либия – МиГ-17Ф
- Мадагаскар – През 1978 г. ВВС на Мададагаскар получават четири севернокорейски МиГ-17Ф. Заедно с МиГ-21 те постъпват на въоръжение в единствената във ВВС на Мадагаскар (Armée de l’Air Malgache) изтребителна ескадрила (Escadrille de Chasse). Към 2005 г. два от тях (бордови номера 113 и 242) все още са състояние на летателна годност.[7][9]
- Мали – През 60-те г. ВВС на Мали получават пет полски Lim-5. Самолетите постъпват на въоръжение в единствената изтребителна ескадрила, която е базирана в Бамако. Първоначално, докато малийците усвояват новата техника, на тях летят съветски пилоти и са обслужвани от съветски технически персонал.[5][6]
- Монголия – Не по-малко от 12 МиГ-17Ф от 1969 г.
- Мароко – На 10 февруари 1961 г. на борда на транспортния кораб „Караганда“ в тази държава са прехвърлени 12 поддържани съветски МиГ-17АС, но след разрива в отношенията между Мароко и СССР, самолетите са нарязани за метал, освен един, получен от американския генерал-майор Блис, за авиационния музей в Сиатъл. През 1983 г. той е превозен с транспортен самолет C-130 в САЩ, където е и до днес.[6][10][11]
- Мозамбик – През 1980 г. ВВС на Мозамбик получават 10 поддържани съветски МиГ-17Ф, а през следващата година още 12 източногермански Lim-5.
- Нигерия – Започвайки от 1967 г. ВВС на Нигерия получават 28 МиГ-17Ф и Lim-5 из СССР, Полша и Египет.
- Пакистан – От 1970 г. на въоръжение във ВВС на Пакистан са F-5 и FT-5 китайско производство.
- Румъния – 48 МиГ-17Ф и 12 МиГ-17ПФ.
- Сомалия – 54 МиГ-17 и МиГ-17Ф от 1967 г.
- Сирия – Започвайки от януари 1957 г. са доставени не по-малко от 120 МиГ-17Ф и МиГ-17ПФ, последните от които са свалени от въоръжение в началото на 1990-те.
- Судан – 16 F-5 и FT-5 през 1969 г., някои от тях и до днес са на въоръжение.[12][13]
- Танзания – 12 F-5 през 1973 г. [14][15]
- Уганда – Започвайки от 1966 г. на Угандийските ВВС са доставени общо 24 МиГ-17Ф от СССР (7), Източна Германия (5) и Чехословакия (12).[6][16]
- Северен Йемен – През 60-те г. ВВС на Северен Йемен получават не по-малко от 20 МиГ-17Ф.
- Южен Йемен – През 60-те г. ВВС на Южен Йемен получават около 40 МиГ-17Ф.
- Шри Ланка – 5 МиГ-17Ф са получени през в 1971 г. и два FT-5 през 1991, един от които се разбива през юли 2000 г.[17]

### В България
През 1955 – 1956 г. ВВС на България получават 108 бр. МиГ-17 (или общо 9 ескадрили от вариант „Сейбър“ за 21-ви (Узунджово), 22-ри (Безмер) и 25-и (Чешнегирово) изтребително-бомбардировъчните авиополкове), 60 МиГ-17Ф и 12 МиГ-17ПФ. По-късно са получени 31 бр. полски Lim-5P, както и 10 бр. МиГ-17Р (разузнавателен). В България вариантът МиГ-17 е наричан „Сейбър“, от една страна, за да се различава от варианта МиГ-17Ф, от друга – защото е разработен като отговор на американския F-86 Sabre. Изтребителите МиГ-17 и МиГ-17Ф са на въоръжение в изтребителната и изтребително-бомбардировъчната авиация. МиГ-17ПФ са една ескадрила за ПВО и са базирани на летище Балчик.

## Бойно използване

### СССР
Самолетите от фронтовата авиация вземат участие в нахлуванията на Съветския съюз в Унгария и Чехословакия по време на Унгарската революция от 1956 г. и т.нар. Пражка пролет. Участват и в мащабните учения с използването на тактическо ядрено оръжие на Тоцкия полигон през 1954 г., ръководени от Г. К. Жуков.
В авиацията на ПВО МиГ-17 изпълняват обичайните за този род войски задачи за прехват на обекти, нарушили въздушното пространтство на СССР. Първата въздушна победа на изтребител МиГ-17 принадлежи именно на самолет на ПВО. На 29 юли 1953 г. двойка МиГ-ове е насочена на прехват на въздушна цел над Усурийския залив, летяща в посока остров Асколд. Целта се оказва американски разузнавателен самолет RB-50, който при приближаването на двойката я посреща със стрелба от отбранителното си въоръжение и нанася незначителни повреди на единия МиГ. В отговор руснаците също откриват огън и свалят самолета. Он 17-членния екипаж оцелява само втория пилот. Три дни след този случай, най-добрият пилот-стрелец на авиацията на Северния флот, капитан М. Китайчик, с още съвсем новия МиГ-17ПФ прави опит да прехване друг американски разузнавач RB-47 в района на Архангелск, но, въпреки че самолетите отново си разменят изстрели, той не успява да се справи със задачата. Този неуспех коства длъжността на командващия авиацията на Северния флот.
Над южните части на СССР прехващачите МиГ-17 също не бездействат. През лятото на 1963 капитан Степанов с МиГ-17 сваля самолет Aircommander-560, влетял от Иран. По-късно се установява, че в самолета загиват офицер от иранското разузнаване и полковник от армията на САЩ. Една година след този случай самолет от същия тип отново влита над Съветския съюз от страната на Иран. Прехванат е от звено МиГ-17 и принуден да се приземи на едно от запасните летища край гр. Мари, Туркмения.
Бойният дебют на МиГ-17 извън Съветския съюз е в небето на България и отново принадлежи на съветски изтребител-прехващач. През лятото на 1954 г. над България са засечени регулярни полети на самолет B-26, очевидно с разузнавателна цел. От СССР е изпратено звено МиГ-17ПФ от 3-ти ГИАП (Гвардейски Изтребителен АвиоПолк) начело с капитан А. А. Жданович (ветеран от войната в Корея). Звеното е базирано край Букурещ и от юли изтребителите от него започват самостоятелни патрулни полети в българското въздушно пространство. Нарушителят е открит през една августовска нощ от самия Жданович, който след дълго преследване го сваля над южната граница.

### Китай
Бойният дебют на МиГ-17 в Китай е през юли 1956 г., когато е прехванат и свален тайвански B-17. По-късно китайските МиГ-17 и J-5 участват активно във Китайско-тайванския конфликт през 1958 г. Те са участници и в сражението, когато за първи път в света са използвани управляеми ракети „въздух-въздух“ в реални бойни условия. Според Тайван в този бой тайванските F-86 Sabre свалят общо 10 китайски J-5 – четири с ракети и шест с картечен огън, докато китайците признават загубата само на един J-5, свален с ракети.
Китайските МиГ-17/J-5 са използвани и при потушаването на въстанието в Тибет през 1958 г., при завземането на Параселските острови и във войната с Виетнам през 1979 г.

### Близък Изток
Египетските МиГ-17 участват в Суецката криза, където водят няколко въздушни боя с израелски изтребители френско производство Mystere IVA. Израелците заявяват една въздушна победа, непризната от Египет.
Египетски и сирийски МиГ-17 участват и в Шестдневната война, в Октомврийската война от 1973 г. и редица погранични конфликти. През октомври 1973 г. се представят доста добре като изтребител-бомбардировачи, тъй като са по-малки и по-маневрени от Су-7БМК (основен изтребител-бомбардировач на арабските държави по това време) и създават доста трудности на израелската ПВО.

### Афганистан
В началото на Афганистанската война (1979 – 1989) във ВВС на Афганистан има 86 МиГ-17/17Ф. В самото начало на конфликта те са използвани много активно и успешно, но с разрастването му и появата у муджахидините за зенитни оръдия и ПЗРК, те стават практически неизползваеми.

### Виетнам
Виетнамската война е конфликтът, в който МиГ-17 (и китайските варианти J-5) е най-широко използван. Негов основен въздушен противник в тази фойна е американския F-4 Phantom II. Въпреки че американският самолет е много по-модерен и бърз, МиГ-17 се оказва сериозен противник. Отчитайки силните и слабите страни на машината си, виетнамските пилоти използват тактиката „удряй и бягай“, атакувайки от засада самолетите, когато са на път към целта и носят максимален боен товар, поради което са по-бавни и уязвими. Освен това виетнамците се стремят да въвлекат американците в близък маневрен въздушен бой, където преимуществото е на тяхна страна (още повече че първите серии на F-4 нямат вградено оръдейно въоръжение). МиГ-17 са използвани през цялата война, дори след получаването на по-съвременните МиГ-19 и МиГ-21ПФ, като са разработени специални тактики за съвместно използване (особено с МиГ-21). Няма официални данни от виетнамска страна за загубите през войната, но според американската страна само през 1967 г. са свалени 53 МиГ-17/J-5, към началото на 1970 г. загубите вече са 98, а в периода 1972 – 1973 г. са свалени още не по-малко от 15 машини.

### Други конфликти
Изтребителите МиГ-17 са използвани още от Индонезия, Шри Ланка и Судан при потушаването на антиправителствени въстания; Алжир ги използва в бойните действия в Западна Сахара; Ирак – в Ирано-иракската война; Мали – при конфликта с Буркина Фасо през 1986 г. В Угандийско-танзанийската война и Етиопско-сомалийската война всички страни, участващи в конфликтите, използват своите МиГ-17. Тези самолети участват и в гражданските войни в Южен Йемен, Ангола, Нигерия, Мозамбик и др.